# Menander picta
Menander picta är en fjärilsart som beskrevs av Frederick DuCane Godman och Osbert Salvin 1886. Menander picta ingår i släktet Menander och familjen Riodinidae. Inga underarter finns listade i Catalogue of Life.